# Neslihan Atagül
Neslihan Atagül (anhörenⓘ * 20. August 1992 in Istanbul) ist eine türkische Schauspielerin. Sie ist vor allem für ihre Rolle in Kara Sevda (2015–2017) bekannt, einer der erfolgreichsten türkischen Serien, die in mehr als 110 Länder verkauft wurde und 2017 die einzige Gewinnerin des International Emmy Award war.

## Biografie
Neslihan Atagül wurde am 20. August 1992 in Istanbul geboren. Ihr Vater war Yaşar Şener, der sich dem Autofahren verschrieben hatte und tscherkessischer Abstammung war. Ihre Mutter ist belarussischer Herkunft und ist Hausfrau. Sie hat einen Bruder namens Ilkay. Sie studierte Theater an der Universität Yeditepe.
Atagül hatte Hauptrollen in der Serie Fatih Harbiye (2013–2014) im Sender Show TV als Neriman Solmaz und in den Filmen Araf und Senden Bana Kalan. Im Laufe ihrer Schauspielkarriere hat Neslihan zahlreiche Auszeichnungen und Auszeichnungen für ihre Leistungen erhalten, darunter den Preis als Beste Schauspielerin beim Tokyo International Film Festival.

## Werdegang

### Der Anfang
Bereits im Alter von acht Jahren machte sie sich daran, Schauspielerin zu werden. 2005, im Alter von 13 Jahren, suchte sie den Kontakt zur Agentur Erberk, die Neşe Erberk gehörte; sie ging mit ihrer Mutter, um sich dort registrieren zu lassen. Einen Monat später spielte sie in einem Werbespot mit.
Ein Jahr später, 2006, gab sie ihr Schauspieldebüt in dem Film İlk Aşk, für den sie den ersten Preis ihrer Karriere als „vielversprechende junge Schauspielerin“ gewann. Kurz darauf bekam sie ihre erste Rolle in der Serie Yaprak Dökümü und in den folgenden Jahren nahm sie an anderen Serien wie Canım Babam oder Hayat Devam Ediyor teil.
2012 wurde sie für ihre Hauptrolle in dem Film Araf bekannt, für den sie zahlreiche Preise gewann und von einem japanischen Regisseur für ihre Leistung gelobt wurde. Darüber hinaus gewann sie beim renommierten Tokyo International Film Festival den Preis als Beste Schauspielerin.

### 2013–2014Fatih Harbiye
2013 bekam Neslihan Atagül neben Kadir Doğulu ihre erste Hauptrolle in der Liebesdramaserie Fatih Harbiye. Die Serie ist eine Adaption des gleichnamigen Buches des türkischen Schriftstellers Peyami Safa, das 1931 veröffentlicht wurde und in dem sie Neriman Solmaz spielte, eine junge Waise, die mit ihrem Jugendfreund verlobt ist, bis sie Macit Arcaoğlu (Kadir Doğulu) trifft.
Fatih Harbiye wurde am 31. August 2013 auf dem Fox-Kanal (Türkei) uraufgeführt und wechselte später zu Show TV. Sie lief über zwei Staffeln und endete am 10. Dezember 2014.

### 2015–2017Kara Sevda, der Start ihrer Karriere
2015 kam eine der wichtigsten und beliebtesten Rollen ihrer Karriere, die von Nihan Sezin in der türkischen Drama- und Liebesserie Kara Sevda. Nihan ist ein Mädchen aus der Oberschicht, das beiläufig Kemal (Burak Özçivit), einen schüchternen Jungen aus der Mittelschicht, trifft und beide verlieben sich ineinander. Ihre Liebe scheint aufgrund der Klassenunterschiede unmöglich, aber sie suchen nach einem Weg, zusammen zu sein. Aufgrund eines Familiengeheimnisses ist Nihan jedoch gezwungen, Emir Kozcuoğlu (Kaan Urgancıoğlu) zu heiraten, einen sehr mächtigen, aber sehr egoistischen und rücksichtslosen Mann und verlässt Kemal ohne jede Erklärung. Um sie zu vergessen, beschließt Kemal, Istanbul zu verlassen, aber fünf Jahre später kehrt er als wichtiger Geschäftsmann zurück, der Rache sucht.
Die Serie ist zu einem Meilenstein in der internationalen Geschichte der türkischen Serien geworden und wurde 2017 als erste und einzige türkische Serie mit den renommiertesten Fernsehpreisen der Welt, den International Emmy Awards für die beste Telenovela, ausgezeichnet bei den Seoul International Drama Awards.
Kara Sevda ist die meistgesehene türkische Serie der Welt, die in mehr als 50 Sprachen übersetzt und in mehr als 110 Ländern wie Russland, Italien, Deutschland, Iran, Slowenien, Uruguay, Griechenland usw. ausgestrahlt wird. In seiner Ausstrahlung in den Vereinigten Staaten wurde es die meistgesehene ausländische Serie in der gesamten Geschichte des Landes und die türkische Serie, die ein so großes Publikum erreichte wie keine andere türkische Serie zuvor.
Die Serie wurde auf StarTV ausgestrahlt und hatte 2 Staffeln mit insgesamt 74 Episoden und war während ihrer Ausstrahlung in der Türkei eine der meistgesehenen Serien. Es wurde am 14. Oktober 2015 uraufgeführt und endete am 21. Juni 2017. Dank ihrer Leistung in dieser Serie gewann Neslihan vier Auszeichnungen als Schauspielerin und ihre Popularität und Anerkennung als Schauspielerin stieg nicht nur in der Türkei, sondern auch international in die Höhe.
Aufgrund des überwältigenden Erfolgs von Kara Sevda in der Welt werden im Wachsmuseum Tashkent City Park in Usbekistan die Figuren Nihan und Kemal in dem Istanbul gewidmeten Teil ausgestellt.
Im Jahr 2016 wurde sie das Werbegesicht der Marke Pantene.

### 2019–2021Sefirin Kızı
2019 kehrte Neslihan Atagül mit der Serie Sefirin Kızı als Nare auf die Bildschirme zurück. Sancar (Engin Akyürek) und Nare sind seit ihrer Kindheit verliebt, aber Nares Vater ist mit ihrer Beziehung nicht einverstanden und lässt seine Tochter verschwinden und lässt Sancar glauben, dass sie aus Bedauern geflohen ist. beide treffen sie sich wieder, aber Sancar bereitet seine Hochzeit mit einem anderen Mädchen vor.
Die Serie wurde auf StarTV ausgestrahlt und hatte 2 Staffeln mit insgesamt 52 Episoden. Sie wurde am 16. Dezember 2019 uraufgeführt und endete am 11. Mai 2021, und für ihre Leistung in der Serie gewann die Schauspielerin den Preis als Beste Schauspielerin beim Izmir Artemis International Film Festival. Mitten in der Serie kündigte Neslihan jedoch ihren Rückzug aus der Serie aufgrund gesundheitlicher Probleme an, da sie an einer Darmpermeabilitätsstörung litt.

### Aktuell
Derzeit arbeitet die Schauspielerin an einem neuen Projekt: das Hadsiz-Magazin, das Fotos und Interviews mit prominenten Gästen präsentiert.

## Persönliches Leben
Im Oktober 2013 begann Neslihan mit Kadir Doğulu, ihrem Co-Star in Fatih Harbiye, auszugehen. Sie haben sich im November 2015 verlobt und im Juli 2016 geheiratet.

## Filmografie
- 2006: Erste Liebe – Ilk ask (Ilk Ask)
- 2008–2010: Yaprak Dökümü (Fernsehserie)
- 2011: Kalbim Seni Seçti (Fernsehserie)
- 2011: Canim babam (Fernsehserie)
- 2011–2012: Hayat Devam Ediyor (Fernsehserie)
- 2012: Araf – Im Niemandsland (Araf)
- 2013: Fatih Harbiye (Fernsehserie)
- 2015: Senden Bana Kalan
- 2015–2017: Kara Sevda (Fernsehserie)
- 2018: Dip (Miniserie)
- 2019: Sefirin Kizi (Fernsehserie)
- 2022: Gecenin Ucunda (Fernsehserie)

## Awards und Nominierungen
| Jahr | Award                                               | Jahr                                    | Projekt      | Ergebnis  |
| ---- | --------------------------------------------------- | --------------------------------------- | ------------ | --------- |
| 2007 | 14. Golden Cocoon Film Festival                     | Junge Schauspielerin                    | İlk Aşk      | Gewonnen  |
| 2012 | Moscow 2morrow Film Festival                        | Beste Schauspielerin                    | Araf         | Gewonnen  |
| 2012 | 19. Golden Cocoon Film Festival                     | Junge Schauspielerin                    | Araf         | Gewonnen  |
| 2012 | 25. Tokyo International Film Festival               | Beste weibliche Schauspielerin          | Araf         | Gewonnen  |
| 2012 | Pune International Film Festival                    | Beste Performance                       | Araf         | Gewonnen  |
| 2012 | 45. Cinema Writers Association Awards               | Beste Schauspielerin                    | Araf         | Gewonnen  |
| 2013 | 16. Uçan Süpürge International Women Films Festival | Jüngste Hexe                            | Araf         | Gewonnen  |
| 2016 | 16. Magazinci.com Internet Media (Bests)            | Beste TV-Schauspielerin des Jahres      | Kara Sevda   | Gewonnen  |
| 2016 | 7. KTÜ Media Awards                                 | Meist geliebte weibliche Schauspielerin | Kara Sevda   | Nominiert |
| 2016 | Ege University 5. Media Awards                      | Beste weibliche Schauspielerin          | Kara Sevda   | Nominiert |
| 2016 | MGD 22. Golden Lens Awards                          | Beste weibliche Drama-Schauspielerin    | Kara Sevda   | Gewonnen  |
| 2016 | 6. Ayaklı Newspaper TV Stars Awards                 | Beste weibliche Drama-Schauspielerin    | Kara Sevda   | Nominiert |
| 2016 | 11. Seoul International Drama Awards                | Beste Schauspielerin                    | Kara Sevda   | Nominiert |
| 2016 | Altın Kelebek Awards                                | Beste Schauspielerin                    | Kara Sevda   | Nominiert |
| 2016 | Altın Kelebek Awards                                | Bestes TV-Paar (Nihan & Kemal)          | Kara Sevda   | Nominiert |
| 2017 | 5. Bilkent TV Awards                                | Beste weibliche Drama-Schauspielerin    | Kara Sevda   | Nominiert |
| 2017 | 1. Müzikonair Awards                                | Beste weibliche TV-Schauspielerin       | Kara Sevda   | Gewonnen  |
| 2017 | 1. Turkey Children Awards                           | Beste weibliche TV-Schauspielerin       | Kara Sevda   | Nominiert |
| 2021 | Izmir Artemis Internationales Filmfestival          | Beste weibliche TV-Schauspielerin       | Sefirin Kizi | Gewonnen  |